# Pisz
Pisz (udtale:  Peesh [pʲiʂ],  tidligere også Jańsbork, tysk: Johannisburg) er en historisk by i  voivodskabet Województwo warmińsko-mazurskie i det nordlige Polen, med en befolkning på 19.466 (2016). Det er sæde for Powiat Piski (amt). 

## Geografi
Pisz ligger i regionen Masurien i det historiske Østpreussen, 110 kilometer øst for Olsztyn (Allenstein) i det tidligere preussiske stammeområde Galinden i 122 m over havets overflade. Her starter floden Pisa,   fra Roś (Rosch-søen, tidligere Warszawa-søen), som hører til de Masuriske Søer. Den største masuriske sø kan nås, Śniardwy (Spirdingsee), kan nås den seks kilometer lange Jegliński kanal (Jeglinner Canal, også Wagenauer Canal) . Mod syd ligger det store skovområde Puszcza Piska (Johannisburg Heath).

## Historie
Stedet for nutidens Pisz var oprindeligt beboet af oprindelige etniske gruppe af gammelpreussere. I 1345 begyndte den Den Tyske Orden at bygge et slot i nærheden på det sydenden af Piska-skoven. Slottet fik navnet Johannisburg, efter Johannes Døberen. Bebyggelsen i nærheden holdt et marked allerede i 1367, men det var først i 1645, at den modtog  tyske byrettigheder.